# Свавілля (фільм, 1989)
«Свавілля» (рос. Беспредел) — радянський художній фільм 1989 року. Заснований на матеріалах однойменного нарису Леоніда Нікитинського «Свавілля», виданого у популярному тоді журналі рос. «Огонёк».
Основною темою фільму є конфлікт між більшістю ув'язнених, які перебувають на становищі безправних рабів, і не бажають більше миритися з таким становищем, з одного боку, і «чорними» (блатними, злодіями в законі), їх шістками, а також адміністрацією зони, з іншого боку. Прем'єра — червень 1990 року.

## Сюжет
У виправно-трудову колонію (ВТК, на кримінальному жаргоні — «зона», «табір») зі своїми порядками потрапляє новий ув'язнений Юрій Колганов, засуджений на 4 роки, по прізвиську «Калган». Відмовившись від роботи, він потрапляє в ШІЗО на 15 діб, де знайомиться з Князем, смотрящим за зоною. Побачивши його незалежний характер і небажання ставати, як усі, «чорні» вирішили наблизити Калгану до себе, поставити його бригадиром, заповнювати наряди про виконання плану. Після повернення Калгану з ШІЗО в бараку вмирає від хвороби близький йому ув'язнений, «Толіч». Перед смертю Толіч попросив Калгану не «борзіти» і залишатися людиною. Калгану ставлять бригадиром («бугром») в бараку.
Серед офіцерів колонії є старший лейтенант Касімов, колишній футболіст, який відноситься до укладених по-людськи, грає з ними в футбол, за що його недолюблює начальство. В колонії також знаходиться Віктор Мошкін, що отримав прізвисько «Філателіст», засуджений за спекуляцію поштовими марками до 1 року ув'язнення в колонії загального режиму. Через деякий час він починає повставати проти кримінальних порядків. І хоча через 3,5 місяці у Філателіста умовно-дострокове звільнення за гарну поведінку, він не може терпіти рабське становище більшості, розповідає іншим ув'язненим про рабів, про революції.
Через якийсь час ув'язнені барака припинили роботу, влаштувавши страйк. Приходить начальник колонії, людина нова, яка не знає про те, як влаштовані порядки. Від імені усіх виступає Філателіст, який розповідає про те, що табеля «липові», кілька ув'язнених («чорні») не працюють, хоча виробляють за табелем 120 відсотків норми. Начальник колонії наказав працювати всім ув'язненим як годиться, за відмову від роботи — ШІЗО, пообіцяв, що «липових» нарядів не буде. Калган зауважує йому, що він нічого не зробить на зоні.
«Кум» (начальник оперчастини) дізнався про те, що Філателіст виступає проти системи, розповідаючи в'язням про рабів і повстання, вирішує його прибрати. Він викликає Філателіста до себе і намагається схилити на свою сторону. Це йому не вдається. Наприкінці зустрічі «кум» передає Філателісту зниклі у того шкарпетки. Князь, який в цей час сидить біля оперчастини, трохи пізніше наказує Моголу «опустити» Філателіста. Калган намагається за нього заступитися. Після зґвалтування Філателіста знаходять повішеним. Група ув'язнених, яка встигла згуртуватися навколо Філателіста, намагається помститися за його смерть. Калган при всіх вбиває Пістона, одного з наближених Могола, завдавши йому три удари ножем в живіт. Після цього ув'язнені б'ють «чорних» в бараку. В барак приходить старший лейтенант Касімов, який намагається розібратися в ситуації. У свою чергу, одна з «шісток», «чорних», що зумів під час бійки втекти на вулицю, кидає по зоні клич: «Півні збунтувалися». В результаті в колонії вибухнув бунт, який жорстко придушує влада.
В кінці фільму Калгана відправляють по етапу, «кум» обіцяє Калгану, що намагатиметься закрити його надовго. Старший лейтенант Касімов кричить Калгану, щоб той тримався. Калган чує його і показує окуляри Філателіста, які останній передав Калгану перед смертю.

## В ролях
| Актор                 | Роль                                                        |
| --------------------- | ----------------------------------------------------------- |
| Андрій Ташков         | «Калган» — Юрій Колганов                                    |
| Антон Андросов        | «Філателіст» — Віктор Мошкін                                |
| Олександр Мохов       | «Пархатий», «Син Авраамів», «Абрашка» — Веніамін Гендельман |
| Лев Дуров             | майор Маркелов («Кум» — начальник оперчастини ВТК)          |
| Олександр Кузнєцов    | старший лейтенант Касімов                                   |
| Віктор Павлов         | начальник колонії, підполковник                             |
| Сергій Гармаш         | «Могол»                                                     |
| Олексій Аблєпіхін     | «Окунь»                                                     |
| Наіль Ідрісов         | «Пістон»                                                    |
| Михайло Жигалов       | авторитет «Князь»                                           |
| Олександр Боровиков   | «Поп» — Попов                                               |
| Андрій Щербович-Вечір | «Калач» (злод. — «законник чорної масті»)                   |
| Ірина Аверіна         | Олена                                                       |

| Актор             | Роль                          |
| ----------------- | ----------------------------- |
| Олексій Спірін    | «Глиста»                      |
| Лев Поляков       | «Хрипатий»                    |
| Олександр Числов  | «Мийдодір»                    |
| Борис Юрченко     | «Артист»                      |
| Геннадій Козирь   | «Гудок»                       |
| Олександр Коданєв | «Толіч» — Анатолій Голованов  |
| Петро Кононихін   | «Туз»                         |
| Олег Рогачьов     | «Валдас»                      |
| Тетяна Агафонова  | музикантша-флейтистка         |
| Віктор Косих      | ув'язнений                    |
| Михайло Чігарьов  | майор з мегафоном             |
| Андрій Гусєв      | підручний «Князя» у ізоляторі |
| Юрій Зеленін      | «Макака», підручний «Князя»   |

В епізодах: Борис Руднєв, Л. Лазарєв, Михайло Матюшевский і А. Плешаков.

## Знімальна група
- Режисер-постановник і сценарист: Ігор Гостєв
- Художник-постановник: Іван Пластинкин
- Оператор-постановник: Григорій Бєлєнький
- Композитор: Андрій Петров
- Звукооператор: Володимир Курганський
- Диригент: Сергій Скрипка
- Автор тексту пісні рос. «Кандальный рок»: Юрій Ряшенцев